# Dovchanli (Aghdara)
Dovchanli (en azéri : Dovşanlı) est un village situé dans le raion d'Aghdara en Azerbaïdjan.

## Géographie
Le village est situé sur la côte de Khachinchay, au pied de la chaîne du Karabakh, à 30 km au nord-ouest de Khankendi.

## Histoire
Durant la période soviétique, le village appelé Arajadzor fait partie de l'oblast autonome du Haut-Karabagh et abrite une population majoritairement arménienne.
Après l'indépendance de l'Azerbaïdjan, l'Assemblée nationale rattache le village au raion de Kelbadjar le 13 octobre 1992 puis le rebaptise officiellement Dovchanli le 29 décembre suivant.
En 1993, Arajadzor passe sous le contrôle des forces armées arméniennes et est intégré à la région de Martakert au sein de la république du Haut-Karabagh. Il le demeure jusqu'en septembre 2023 quand l'offensive azerbaïdjanaise force les populations arméniennes à fuir le Haut-Karabagh pour l'Arménie.
Par une loi du 5 décembre 2023, le village est intégré au raion d'Aghdara nouvellement créé.

## Démographie
En 2005, la population s'élevait à 741 habitants.